# Achyrocline anabelae
Achyrocline anabelae là một loài thực vật có hoa trong họ Cúc. Loài này được Deble mô tả khoa học đầu tiên năm 2005.